# Cenemus silhouette
Cenemus silhouette är en spindelart som beskrevs av Michael Ilmari Saaristo 200. Cenemus silhouette ingår i släktet Cenemus och familjen dallerspindlar.
Artens utbredningsområde är Seychellerna. Inga underarter finns listade i Catalogue of Life.